# عبد الكريم محمود المحمداوي
عبد الكريم محمود المحمداوي (1958- ) كان عضوًا في مجلس الحكم المؤقت للعراق الذي تأسس في أعقاب غزو الولايات المتحدة للعراق عام 2003. قاد المحمداوي وهو مسلم شيعي المقاومة ضد نظام صدام حسين في مناطق الاهوار الجنوبية من العراق حيث حصل على لقب "أمير الاهوار". سُجن لمدة ست سنوات في عهد نظام صدام حسين، ويقود حاليًا جماعة حزب الله السياسية العراقية في العمارة.
بعد غزو العراق عام 2003، نظم ميليشيا في محافظة ميسان لمنع النهب. انضمت هذه الميليشيات فيما بعد إلى شرطة ميسان. عين شقيقه والي ميسان. في عام 2004 تعرض لانتقادات عندما أطلق الرصاص على ستة متظاهرين عاطلين عن العمل خارج منزل المحافظ.
شغل عبد الكريم منصب وزير التجارة في الحكومة العراقية الانتقالية من أيار 2005 حتى أيار 2006. وكان نائبه جواد البولاني وزيراً للداخلية العراقية. من عام 2006 إلى عام 2010.